# National Association of Women Artists
La National Association of Women Artists (NAWA) est une organisation américaine fondée en 1889 pour faire reconnaître les femmes artistes professionnelles à une époque où ce domaine était fortement orienté vers les hommes. Elle sponsorise des expositions, des prix et des récompenses et organise des conférences et des événements spéciaux.
L'exposition du centenaire de la NAWA de 1988 a stimulé un débat permanent dans les médias sur la représentation des femmes dans les arts et la parité des sexes dans les grandes expositions et les études historiques sur l'art.

## Constitution
NAWA est une organisation à but non lucratif, basée à Gramercy Park, New York, avec des sections en Floride, en Caroline du Sud et au Massachusetts. Le conseil d'administration et les dirigeants de l'association sont élus chaque année par les membres, qui sont au nombre de plus de 850 (en 2020),.

## Histoire

### Premières années: Woman's Art Club de New York (1889-1913)

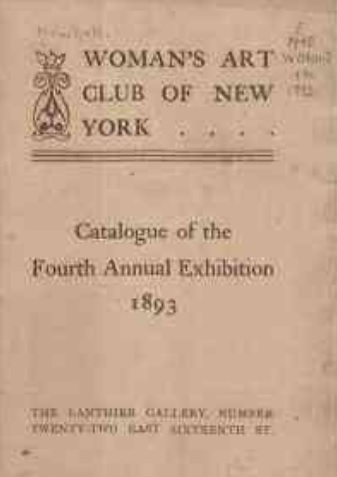
Catalogue de l'exposition de 1893 du Woman's Art Club of New York.

L'organisation est fondée sous le nom de Woman's Art Club de New York par les artistes Anita C. Ashley, Adele Frances Bedell, Elizabeth S. Cheever, Edith Mitchill Prellwitz et Grace Fitz-Randolph dans l'atelier de cette dernière sur Washington Square Park à New York le 31 janvier 1889,,. Comme le remarque Liana Moonie (présidente de la NAWA de 1987 à 1989) dans l'avant-propos du catalogue de l'exposition du centenaire, le Club est remarquable pour avoir fourni une plateforme aux femmes artistes professionnelles, alors qu'à l'époque, la représentation féminine dans les arts est souvent limitée au domaine décoratif,.
En évaluant la nécessité et le rôle des collectifs de femmes artistes aux États-Unis, l'artiste et historienne Julie Graham écrit : « Ces associations sont nées du besoin réel des femmes artistes qui n'était pas satisfait par les organisations majoritairement masculines de leur époque : elles fournissaient un soutien, un lieu pour exposer leurs œuvres et elles fournissaient souvent également des instructions et des modèles [...] Le club le plus réussi parmi ceux fondés au XIXe siècle est la National Association of Women Artists. »
Un journaliste du New York Times qui couvre la troisième exposition annuelle du Club en 1892, qui comportait plus de 300 œuvres d'art, a établi un parallèle avec les salons parisiens, suggérant : « il est bon [...] que les femmes se regroupent ici, comme elles se regroupent depuis longtemps à Paris, pour montrer leur propre travail par lui-même, sans être affectées par l'opinion ou les préjugés des jurys masculins d'acceptation et des comités d'accrochage masculins. ». Les premières expositions, qui ne sont pas réservées aux membres ni aux artistes new-yorkais exclusivement, présentent des œuvres de Mary Cassatt, Berthe Morisot, Louise Catherine Breslau, Laura Coombs Hills, Rhoda Holmes Nicholls et Cecilia Beaux.
Le nombre de membres du Club double entre 1892 et 1905, passant de 46 à environ 100, et en 1914, il compte 183 artistes membres et 30 associées,.

### La National Association of Women Painters and Sculptors (1913-1941)

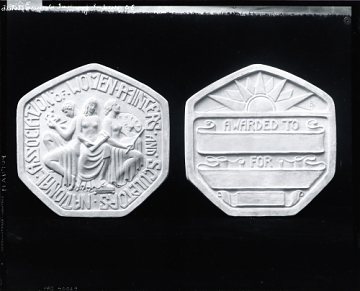
Modèle pour la médaille de la National Association of Women Painters and Sculptors (avers et revers). Modèle par Brenda Putnam. Photographie de Peter A. Juley & Son (Smithsonian Institution).

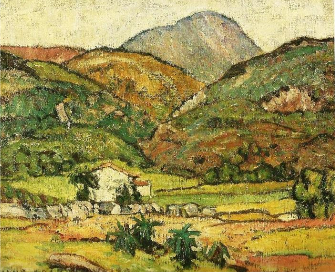
Anne Goldthwaite, The Church on the Hill, 1913 (Armory Show).

En 1913, les membres du Club votent pour changer le nom de l'organisation en The Association of Women Painters and Sculptors (Association des femmes peintres et sculptrices) afin d'éviter toute association avec des clubs sociaux.
La même année, l'influente exposition Armory Show présente des œuvres des membres Josephine Paddock, May Wilson Preston, Anne Goldthwaite et Abastenia St. Leger Eberle, entre autres. Le nom de l'association est à nouveau modifié en 1917 pour devenir la National Association of Women Painters and Sculptors (Association nationale des femmes peintres et sculptrices, NAWPS). À cette époque, l’association compte 500 membres dans 40 États. En 1917, Clara Fairfield Perry, observatrice de The American Magazine of Art, commente : « On note avec intérêt le développement rapide qui marque la croissance de cette association qui est nationale dans sa portée, comptant plus de 500 artistes membres situées dans toutes les régions des États-Unis et qui comprend les artistes les plus représentatives parmi les femmes dans les professions de la peinture et de la sculpture dans ce pays. »
En 1924, l'association et les ambassadeurs américains en Argentine organisent une exposition itinérante de peintures, de sculptures et de miniatures, qui sont présentées au Musée national des beaux-arts de Buenos Aires et à la Galerie Jorge de Rio de Janeiro.
La même année, la NAWPS achète un bâtiment au 17 East 62nd Street pour exposer ses œuvres. La maison est ouverte à l'automne 1925, ce qui en fait « la première galerie [aux États-Unis] entièrement consacrée au travail des femmes artistes ». En 1930, la dette croissante de l'association et l'avènement de la Grande Dépression poussent à vendre la maison. L'accord est cependant rentable : il permet à l'association de réinvestir l'argent dans du matériel et un bail aux Argent Galleries au 42 West 57th Street, qui reste ouvert pendant la Grande Dépression. Karen Rosenberg, critique d'art au New York Times, évoque l'activité de l'association pendant cette période : « L'association a résisté et même prospéré pendant la Grande Dépression. [...] Les femmes artistes ont également bénéficié pendant ces années des nombreux concours anonymes de peintures murales de la Works Progress Administration et d'autres œuvres d'art publiques. »
Du milieu des années 1920 aux années 1930, la NAWPS est critiquée pour son manque apparent d'innovation. En 1925, par exemple, le critique d'art John Loughery note que « l'image de la gentillesse [...] était devenue attachée à la National Association of Women Painters and Sculptors, plus ancienne et plus conservatrice ». Reconnaissant la disparité atténuée mais persistante entre les artistes hommes et femmes, l'association élargit son champ d'action en se concentrant sur l'extension de son système de soutien au-delà de New York en organisant des expositions itinérantes. En réponse aux critiques formulées dans le catalogue de l'exposition du centenaire de l'association (1988), le commissaire invité Ronald G. Pisano écrit : « Au cours des 100 dernières années, on a souvent affirmé, même par des femmes, que l'association avait atteint ses objectifs et qu'il n'y avait plus besoin de l'organisation. Cependant, à la suite de chaque nouvelle réalisation, le besoin continu des services fournis par l'association, à la fois à ses membres et aux femmes artistes américaines en général, a été démontré et reconnu. »

### La National Association of Women Artists (depuis 1941)
Favoriser et promouvoir la sensibilisation et l'intérêt pour l'art visuel créé par les femmes aux États-Unis.
L'Association promeut la culture et l'éducation dans les arts visuels à travers des expositions d'œuvres de ses membres, des programmes éducatifs, des bourses, des prix, ses archives historiques et d'autres moyens appropriés.
Tout en encourageant les artistes contemporains et émergents, l'Association honore et poursuit la longue et importante contribution des femmes à l'histoire de la culture et de l'art américains.
Le nom actuel, The National Association of Women Artists, est adopté en 1941,.
En 1961, la NAWA déménage son siège social au 156 5th Avenue.
L'exposition du centenaire de l'association en 1988 présente des œuvres d'artistes historiques et contemporaines, notamment Marisol Escobar, Judy Chicago, Louise Nevelson, Dorothy Dehner (en), Cleo Hartwig (en), Minna Citron, Blanche Lazzell, Alice Neel.
Une exposition consacrée à certaines sculptrices et membres de la NAWA, « The Enduring Figure 1890s–1970s: Sixteen Sculptors from the National Association of Women Artists » (La figure tenace des années 1890 aux années 1970 : Seize sculptrices de l'Association nationale des femmes artistes), est présentée au Zimmerli Art Museum en 1999-2000. L'exposition présente des artistes telles que Mary Callery (en), Janet Scudder, Margaret Brassler Kane, Berta Margoulies (en), Minna Harkavy (en), Bessie Potter Vonnoh, Augusta Savage, Louise Nevelson, Dorothy Dehner (en), Faith Ringgold et d'autres.
La NAWA est considérée comme une organisation pionnière pour l’avancée de la place des femmes dans les arts. C'était « le premier groupe de femmes artistes à se regrouper pour lutter contre la discrimination et obtenir la reconnaissance de ses membres ».
Comme l'a écrit Benjamin Genoccio dans une critique du New York Times sur A Parallel Presence: National Association of Women Artists, 1889–2009, « alors que dans les années 1980 et 1990, l'idée d'une organisation consacrée aux femmes commençait à sembler dépassée, à mesure que les femmes devenaient plus présentes dans les écoles d'art, les galeries commerciales et les musées [...], la National Association of Women Artists a joué un rôle dans ce processus, pour lequel les femmes artistes — et le reste d'entre nous — devraient être reconnaissantes ».
En 1995, une section de la National Association of Women Artists est fondée en Floride par Liana Moonie (présidente de la NAWA de 1987 à 1989).
En décembre 2013, une autre section de la NAWA est créée dans le Massachusetts, avec son siège à Boston.

### Avancée des femmes dans les arts dans l'après-guerre (1945-aujourd'hui)

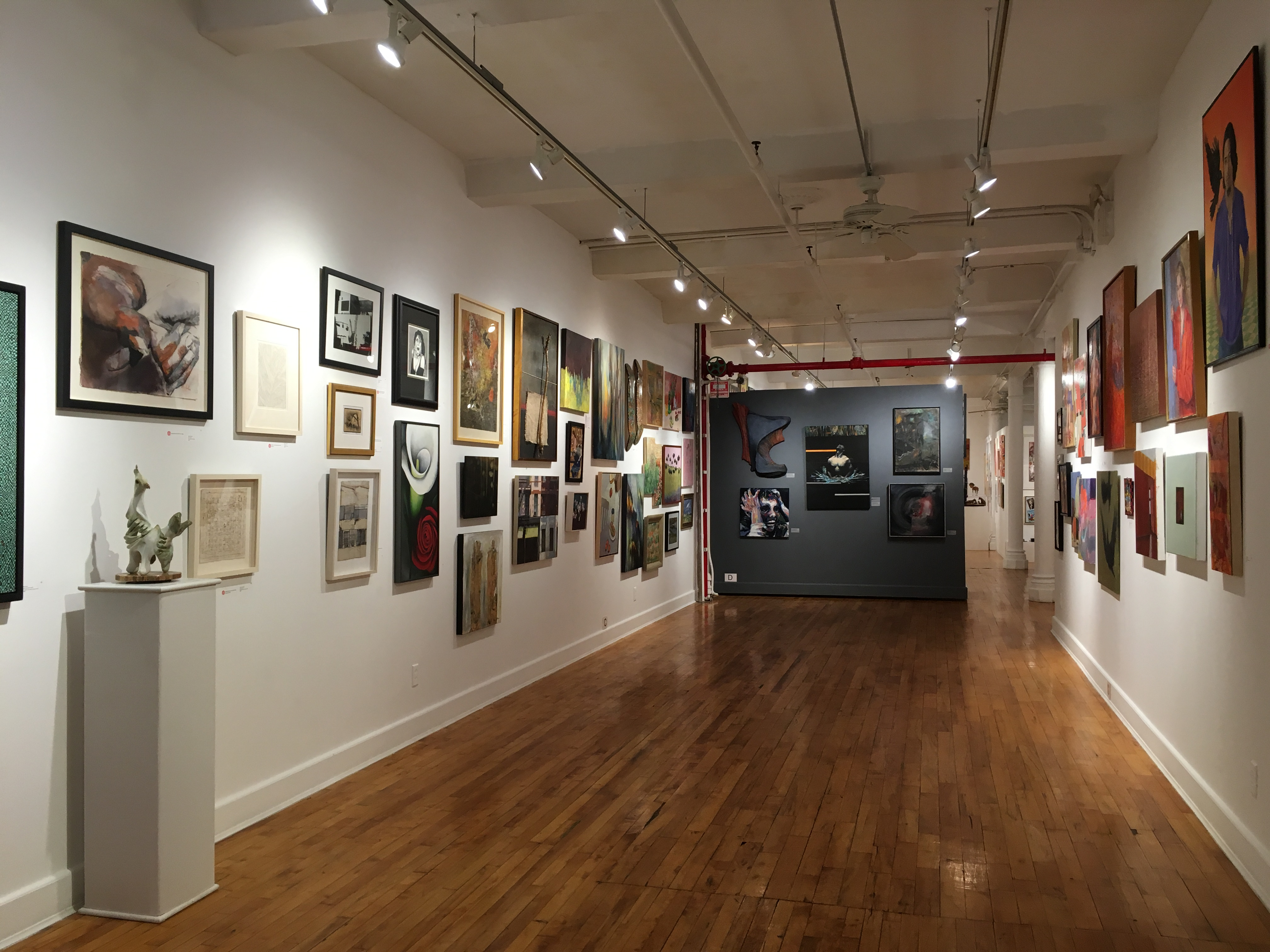
128E exposition annuelle des membres (2017) à la galerie d'art Sylvia Wald et Po Kim.

Aux États-Unis, la visibilité des femmes artistes s’est quelque peu améliorée dans la période d’après-guerre, stimulée par la deuxième vague féministe. Les institutions vouées à la promotion des femmes dans les arts sont devenues plus décentralisées, en phase avec l'essor des espaces alternatifs (généralement gérés par des artistes et non associés à des musées ou des galeries), en particulier dans les années 1970.
Simultanément, tout au long de la seconde moitié du XXe siècle, la notion d’égalité acquise entre hommes et femmes dans les arts (fondée sur la représentation dans les collections privées et muséales ainsi que dans les expositions en galerie) a été continuellement remise en question. L'historienne de l'art Margaret Moore Booker contextualise la formation des organisations artistiques féminines dans les années 1970 : « Les expositions personnelles de femmes dans les grands musées et galeries étaient rares, il n'y avait presque aucune œuvre de femmes exposée dans les collections permanentes des musées, les grandes galeries de New York ne représentaient que quelques femmes symboliques, et la plupart des manuels d'histoire de l'art des universités ignoraient les femmes. ».
Des préoccupations similaires concernant la parité des sexes dans le monde de l’art sont encore soulevées au XXIe siècle, ainsi que l'analyse l'historienne de l'art Whitney Chadwick : « Il demeure un besoin permanent de documenter les contributions uniques des femmes dans les domaines du mécénat, de la pratique collaborative, de la photographie et des nouveaux médias dans un format concis et largement disponible ». Chadwick souligne le besoin permanent d'« expositions rétrospectives prestigieuses dans les grands musées ou d'études monographiques complètes qui assurent la visibilité et la réputation dans le monde de l'art » et de soutien aux femmes artistes contemporaines.

## Membres
Une liste complète des membres actuels est publiée sur le site Web de la NAWA. Les membres historiques les plus notables sont :
- Pat Adams (en)
- Nela Arias-Misson
- Loren Roberta Barton (en)
- Gladys Edgerly Bates (en)
- Meredith Bergmann (en)
- Theresa Bernstein (en)
- Judith K. Brodsky (en)
- Cora S. Brooks (en)
- Louise Upton Brumback (en)
- Edith Bry (en)
- Ruth Payne Burgess (en)
- Rhys Caparn (en)
- Judy Chicago
- Constance Cochrane (en)
- Nessa Cohen (en)
- Mabel Conkling (en)
- Dorothy Dehner (en)
- Eve Drewelowe (en)
- Emma Eilers (en)
- Dorothy Eisner (en)
- Kady Faulkner (en)
- Lydia Field Emmet (en)
- Anna S. Fisher (en)
- Gertrude Fiske (en)
- Audrey Flack
- Ruth VanSickle Ford (en)
- Wilda Gerideau-Squires (en)
- Anne Goldthwaite
- Cleo Hartwig (en)
- Claude Raguet Hirst (en)
- Margaret Hoard (en)
- Edith Lucile Howard (en)
- Margaret Wendell Huntington (en)
- Grace Mott Johnson (en)
- Frances Kornbluth (en)
- Joyce Kozloff
- Mary Fife Laning (en)
- Gail Levin (en)
- Josephine Miles Lewis (en)
- Emma Fordyce MacRae (en)
- Louise Thoron MacVeagh (en)
- Kyra Markham (en)
- Dina Melicov (en)
- Clara Taggart MacChesney (en)
- Louise Nevelson
- Elizabeth Nourse
- Mina Fonda Ochtman (en)
- Ferris Olin (en)
- Judy Pfaff (en)
- Betty Waldo Parish (en)
- Clara Weaver Parrish (en)
- Clara Elsene Peck
- Lucia Peka (en)
- Jane Peterson (en)
- Alexandra Pregel (en)
- Maura Reilly
- Faith Ringgold
- Dorothea Rockburne
- Augusta Savage
- Alice Schille
- Grete Margaret Schüller (en)
- Janet Scudder
- Amanda Brewster Sewell (en)
- Rhoda Sherbell (en)
- Anita Miller Smith (en)
- Linda Stein (en)
- Beulah Stevenson (en)
- Waldine Tauch (en)
- Natalie Arras Tepper (en)
- Vicken von Post-Börjesson (en)
- Gertrude Vanderbilt Whitney
- Adeline Albright Wigand (en)
- Louise Waterman Wise (en)
- Kay WalkingStick (en)
- Alice Morgan Wright

## Conservation

### Collection permanente de la NAWA
La collection permanente de la NAWA, créée en 1991 par Liana Moonie (présidente de la NAWA, 1987-1989), comprend plus de 200 œuvres datant de la fondation de l'association au présent. En 1992, la collection a été donnée au Zimmerli Art Museum de l'Université Rutgers à New Brunswick, où elle est conservée depuis. L'exposition « A Parallel Presence: National Association of Women Artists, 1889–2009 », qui s'est déroulée au Zimmerli Art Museum en 2009 à l'UBS Art Gallery de Midtown (New York), a présenté des œuvres d'environ 80 artistes, dont Gertrude Vanderbilt Whitney, Theresa Bernstein (en), Louise Nevelson, Pat Adams (en), Faith Ringgold, ainsi que des documents d'archives liés à l'histoire de l'organisation,.

### Archives
Les archives NAWA sont elles aussi conservées au Zimmerli Art Museum de l'Université Rutgers,.
Une partie des archives de la NAWA — « les dossiers administratifs et d'adhésion des années 1960, les dossiers d'exposition, le matériel imprimé et trois albums » — sont conservés à la Smithsonian Institution. Des documents supplémentaires, tels que le catalogue annuel, peuvent être consultés dans des institutions telles que le Solomon R. Guggenheim Museum, le Metropolitan Museum of Art, le Whitney Museum of American Art, le Museum of Modern Art, la New York Public Library, la Bibliothèque de l'université Harvard et la Bibliothèque du Congrès.